# Marija Sklad-Sauer
Marija Sklad-Sauer (* 11. Mai 1935 in Crvenka, Königreich Jugoslawien, als Marija Sklad; † 4. Oktober 2014 in Wien, Österreich) war eine jugoslawisch-österreichische Gesangspädagogin und Sängerin.

## Leben und Wirken
Marija Sklad wurde als fünftes Kind eines Polen und einer Ungarin aus Budapest geboren, die in der Batschka im früheren Jugoslawien lebten. Ihre musikalische Ausbildung erhielt sie in Belgrad, Zagreb und Wien. 1956 legte sie an der Abteilung für Theorie und Unterricht der „Stankovič“-Musikschule in Belgrad ihr Diplom ab. Danach beendete sie ihre Musikausbildung an der Pädagogischen Hochschule in Zagreb. 1966 erhielt sie ihr Diplom für Sologesang (Konzert- und Opernfach) in der Klasse von Professor Lav Vrabanić an der Musikakademie Zagreb.
Mit 21 Jahren begann Sklad in Osijek ihre pädagogische Arbeit als Musiklehrerin und Chorleiterin. Danach arbeitete sie einige Zeit beim Rundfunk in Zagreb und ging 1967 nach Wien, um dort in der Klasse von Professor Henriette Clanner von Engelshofen ihr bereits 1961 begonnenes Studium der „Sprech- und Gesangsstimme“ fortzusetzen. In Wien begann sie auch ihre Laufbahn als Mezzosopran. Gleichzeitig setzte sie ihre künstlerische Ausbildung bei Kammersängerin Hilde Konetzni fort. Sie heiratete und nahm den Namen Sklad-Sauer an.
Besonders widmete sie sich den Rollen in Mozarts und Wagners Opern. Sie gastierte in Österreich, Belgien, Frankreich und in Deutschland, wo sie als Solistin der Staatstheater Karlsruhe tätig war. Ihre bekanntesten Rollen aus dieser Zeit sind die der Ulrica aus Verdis Un ballo in maschera und die der Prinzessin Eboli aus dessen Don Carlos.
Parallel zu ihrer Gesangslaufbahn begann Marija Sklad-Sauer sich wissenschaftlich zu betätigen (wissenschaftlich-theoretischer Kunstgesang, Diagnostik und Pädagogik der Stimmbildung). Auf dem Höhepunkt ihrer Gesangskarriere widmete sie sich der Musikpädagogik, insbesondere dem Problem der Singtechnik, d. h. der Formung von Stimme und Hörphänomenen. Besondere Aufmerksamkeit schenkt sie der kranken Stimme, bzw. der therapeutischen Pflege der kranken Stimme. Ihre Gesangslaufbahn sah sie ebenfalls als Teil ihrer pädagogischen Forschungen.

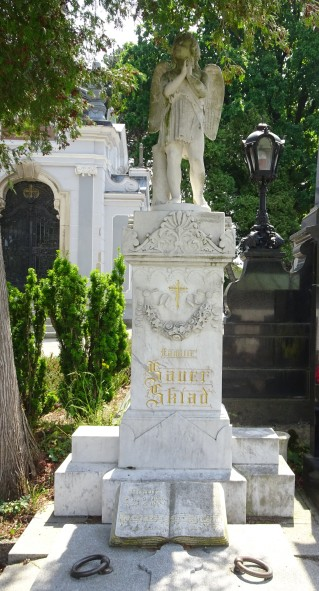
Grabstätte von Marija Sauer

Als Professorin für Sologesang lehrte sie von 1985 bis 2000 am Konservatorium der Stadt Wien. Zu ihren Schülern gehörten unter anderem Ansgar Hüning und Camille Lopez-Molina. Im September 2006 feierte Sklad-Sauer ihr 50-jähriges Jubiläum als Stimmbildnerin und gab im Rahmen der ORF-Kulturinitiative „Lange Nacht der Musik“ in Wien eine Gesangsdarbietung. In der Festrede des ihr verliehenen Goldenen Verdienstzeichens des Landes Wien wurde angemerkt, dass „durch den Erfolg ihrer Studentinnen und Studenten der Ruf der Musiklehranstalten Wiens, und in diesem Fall besonders der des Konservatoriums als hochklassige Musikausbildungsstätte gestärkt und damit auch das Image Wiens als weltweit anerkannte Musikstadt gestärkt wurde.“
Marija Sklad-Sauer war verwitwet und hat einen Sohn. Ab 1971 lebte sie in Wien-Mauer. Sie starb am 4. Oktober 2014 im Alter von 79 Jahren und wurde am 11. Oktober 2014 auf dem Friedhof Mauer (Gruppe 9, Reihe 1, Nummer 1) bestattet.

## Auszeichnungen
- 2003: Goldenes Verdienstzeichen des Landes Wien[3]

## Diskografie (Auswahl)
- 1982: Recital, LP (Jugoton lsy-66146)